# Křenek (district de Prague-Est)
Pour les articles homonymes, voir Křenek.
Křenek (en allemand : Kschenek) est une commune du district de Prague-Est, dans la région de Bohême-Centrale, en République tchèque. Sa population s'élevait à 276 habitants en 2020.

## Géographie
Křenek est arrosée par l'Elbe et se trouve à 6 km au nord-ouest de Brandýs nad Labem-Stará Boleslav et à 22 km au nord-est du centre de Prague.
La commune est limitée par Ovčáry au nord, par Dřísy au nord-est et à l'est, par Lhota à l'est, par Borek au sud, par Záryby au sud et au sud-ouest, et par Kostelec nad Labem à l'ouest.

## Histoire
La première mention écrite de la localité date de 1337. La commune faisait partie du district de Mělník jusqu'en 2006.

## Transports
Par la route, Křenek se trouve à 5 km de Brandýs nad Labem-Stará Boleslav et à 37 km du centre de Prague.